# Victor von Bojanowski
Ferdinand Ernst Richard Victor von Bojanowski (* 4. Juni 1831 in Berlin; † 29. März 1892 in Charlottenburg bei Berlin) war ein deutscher Verwaltungsbeamter und Diplomat. Er war Präsident des Kaiserlichen Patentamts und Mitglied des Preußischen Staatsrats.

## Leben
Victor von Bojanowski wurde nach einer zweijährigen Tätigkeit im Preußischen Handelsministerium Assessor im Auswärtigen Amt. Für dieses war er bis 1872 vier Jahre lang Konsul in Moskau und Sankt Petersburg. Nach seiner Rückkehr nach Berlin war er für eine kurze Zeit Vortragender Rat im Auswärtigen Amt, bevor er als Generalkonsul nach London entsandt wurde. Nach einem Zwischenaufenthalt in Berlin wurde er Konsul in Budapest. 1888 wurde von Bojanowski Präsident des Kaiserlichen Patentamts. Um 1890 veröffentlichte er die Schrift Über die Entwicklung des deutschen Patentwesens in der Zeit von 1877 bis 1889. 1892 starb er an den Folgen einer Lungenentzündung.
Victor von Bojanowski war seit 1862 mit Isidora, einer Schwester des Komponisten Hans von Bülow, verheiratet. Er war Mitglied des Vereins Deutscher Ingenieure (VDI). Er trug den Ehrentitel Wirklicher Geheimer Legationsrat.